# Barbara Künzer-Riebel
Barbara Künzer-Riebel (* 21. September 1954 in Göttingen) ist eine deutsche Autorin und Begründerin der Initiative REGENBOGEN (heute Initiative Regenbogen „Glücklose Schwangerschaft“ e. V.), Familienpädagogin, Paartherapeutin und Trauerbegleiterin. Sie gilt als Wegbereiterin und Vorkämpferin der heutigen verbesserten Betreuung von Müttern und Vätern, deren Baby als Fehlgeburt oder Totgeburt oder kurz nach der Geburt verstarb.

## Wirken
Bekannt wurde Barbara Künzer-Riebel vor allem durch ihr 1988 im Ernst-Kaufmann-Verlag publiziertes Buch Nur ein Hauch von Leben – Eltern berichten vom Tod ihres Babys und der Zeit ihrer Trauer, ein Begleitbuch für betroffene Eltern und Fachpersonal, Mitherausgeber ist der Theologe Gottfried Lutz. Das Buch erschien 2011 in der 6. Auflage.
Das Buch, für das sie als Herausgeberin und Autorin zeichnet, gilt als das erste deutschsprachige Buch zum Thema „früher Kindsverlust“ in Deutschland und wurde Bestandteil der Unterrichtsmaterialien für Pflegeberufe und in der Hebammenausbildung.
Weiterhin ist sie Mit-Autorin von „Der letzte Weg“, (Hrsg. Oskar Mittag), sowie zahlreicher Beiträge in Zeitschriften und Zeitungen. Sie entwarf und veröffentlichte 1985 im Selbstverlag die „Regenbogen-Broschüre für verwaiste Eltern“, eine regelmäßig überarbeitete Handreichung für betroffene Mütter und Väter, die später mit einer aktuellen Auflage von ca. 37.000 von der Initiative REGENBOGEN „Glücklose Schwangerschaft“ vertrieben wurde. Darüber hinaus erarbeitete sie bis zum Jahr 2000 alle Schriften der Initiative REGENBOGEN „Glücklose Schwangerschaft“ e. V.
Unter ihrer Federführung und der ihres Mannes, Hermann Riebel, wurde am 20. Mai 1988 die Petition zur Verbesserung des Personenstandsgesetzes bzw. der Personenstandsverordnung (PStG / PStVO) des Bundes eingereicht, wonach auch Fehl- und Totgeborene mit Namen in das Familienbuch eingetragen werden sollen. Gleichzeitig erhob sie damit die Forderung nach Senkung der damals gültigen 1000-Gramm-Grenze, die den Begriff der Leiche und damit Totgeburt definierte.
Zum gleichen Zeitpunkt erging eine Petition an das Land Baden-Württemberg mit der Maßgabe, das Bestattungsrecht für Tot- und Fehlgeborene dahin gehend zu ändern, dass diese auf den Friedhöfen beerdigt werden können. Auch die Definition „Totgeburt“ sollte den Maßstäben der WHO von 1988 angepasst werden, wonach Fehlgeburten totgeborene Kinder unterhalb der 24. Schwangerschaftswoche bzw. 500 Gramm waren. Dieser Länderpetition folgten weitere gleichlautende in den übrigen westdeutschen (und später ostdeutschen) Bundesländern. Als weitere Forderung war in dieser Petition enthalten, das sog. Gewahrsamsrecht der Kliniken abzuschaffen, ein Gewohnheitsrecht, das es Kliniken ermöglichte, frei über den Verbleib fehlgeborener Kinder unterhalb der damals gültigen Gewichtsgrenzen zu entscheiden, unabhängig vom Wunsch der Eltern, ihr Kind beisetzen zu lassen.
Eine erneute Eingabe vom 23. Januar 1996 zur Ermöglichung der Beurkundung eines Totgeborenen im Geburtenbuch wurde 1998 positiv entschieden.
Künzer-Riebel wirkte in verschiedenen Ethikräten wie EKD, KKVD (Katholischer Krankenhausverband Deutschlands e. V.), DBK (Deutsche Bischofskonferenz) mit, um ein Umdenken vor allem der Kirchen im Zusammenhang mit Fehl- und Totgeborenen zu erreichen.
Ihre Empfehlungen führten zu nachhaltigen Veränderungen in der Geburtshilfe zum Thema „Tod im Kreißsaal“; so forderte sie beispielsweise, Müttern und Väter den Kontakt zu ihrem sterbenden oder toten Kind zu ermöglichen, um ihnen so die Möglichkeit zur Trauerbewältigung zu geben. Daraus resultierte u. a. die Idee des „Moseskörbchens“ oder die Einrichtung spezieller Gräberfelder auf deutschen Friedhöfen. Die Probleme betroffener Eltern wurden bundesweit zur Kenntnis genommen und es setzten Veränderungen ein, ein bundesweites Netzwerk aktiv Tätiger entstand.
Mitte 1983 gründete Künzer-Riebel die ersten Selbsthilfegruppe für „früh verwaiste Eltern“ in Deutschland, unterstützt wurde sie dabei von einer anderen betroffenen Mutter, Regine Schreier. Seit 1985 leitet sie Fortbildungsveranstaltungen und Workshops.
Bis heute betreut sie Eltern nach dem Tod ihres Babys in den regionalen Geburtskliniken ehrenamtlich, sie organisiert auf Wunsch die Beisetzung und begleitet die Eltern weiterhin nach der Bestattung auch im Gespräch. Motivation für ihre Arbeit waren der Tod des eigenen Kindes im Jahr 1983 und die seinerzeit gemachten Erfahrungen in der Geburts- und der Kinderklinik wie auch im Umgang mit Menschen, die diese Erfahrung nicht teilten.
Barbara Künzer-Riebel arbeitet in eigener Praxis im Raum Stuttgart. Sie ist verheiratet und Mutter eines verstorbenen und eines lebenden Kindes.

## Eingaben
- An den Deutschen Bundestag vom 20. Mai 1988 Pet 1-11-06-211-14299 zur Änderung des Personenstandsgesetzes, die es ermöglicht, auch Tot- und Fehlgeburten mit Vor- und Familiennamen in die Personenstandsbücher einzutragen („Änderung der Begriffsbestimmung Fehlgeburt“) – Ablehnung des Deutschen Bundestags vom 4. Oktober 1988
- Landtag von Baden-Württemberg vom 20. Mai 1988 Petition 10/00033 zur Änderung des Bestattungsrechts und Neudefinition des Leichenbegriffs (generelles Bestattungsrecht für Totgeborene ab 500 Gramm, gesetzliche Regelung zur Gewahrsamsfrage der Krankenhäuser sowie Überwachung der Krankenhäuser im Hinblick auf Meldung von Fehl- oder Totgeburten). Ablehnung 7. Februar 1994 (Landtagsdrucksache 11/3321)
- Erneute Eingabe vom 23. Januar 1996 Pet 1-13-06-210-025201 zur Ermöglichung der Eintragung eines Totgeborenen (Beurkundung eines totgeborenen Kindes im Geburtenbuch) wurde am 23. März 1998 positiv entschieden (wirksam zum 1. Juli 1998 mit rückwirkender Nachtragung innerhalb von 5 Jahren); Drucksache 13/4898

## Ehrungen
1984 wurde sie vom damaligen Bundeskanzler der Bundesrepublik Deutschland, Helmut Kohl, für ihr ehrenamtliches soziales Engagement für betroffene Eltern mit der Ehrenamtsmedaille im Rahmen der Aktion „Reden ist Silber. Schweigen ist Gold“ ausgezeichnet.

## Publikationen
- Künzer-Riebel, Barbara und Lutz, Gottfried: Nur ein Hauch von Leben – Eltern berichten vom Tod ihres Babys und der Zeit ihrer Trauer – Kaufmann-Verlag, Auflage: 6. A. (2011), ISBN 978-3-7806-0951-9; auch erschienen im Fischer TB-Verlag „Ratgeber“ 1991
- Künzer-Riebel, Barbara: Unter Glas, in: Mittag, Oskar (Hrsg.): Der letzte Weg – Wie wir mit dem Tod umgehen Erfahrungen von Angehörigen, Freunden und Helfern. Mit Beiträgen zu Hospizarbeit, Sterbehilfe und Organspende. Abschied nehmen: Trauerfeier und Bestattung, Stuttgart: Georg Thieme 1997, S. 61–75, ISBN 978-3-89373-391-0
- Informationsschriften (gesamt) der Initiative REGENBOGEN 1985–2000